# 1,5-二硫杂环辛烷
1,5-二硫杂环辛烷（缩写DTCO或DTO），分子式(CH2CH2)CH2S)2，是一种有机硫化合物，常温常压下为无色油状液体，可溶于极性溶剂，最初由1,3-丙二硫醇与1,3-二溴丙烷合成
。